# LaToy Williams
LaToy Williams (* 28. Mai 1988) ist ein bahamaischer Sprinter, der sich auf den 400-Meter-Lauf spezialisiert hat.

## Leben
Mit dem bahamaischen Team wurde er bei den Leichtathletik-Weltmeisterschaften 2009 in Berlin im Vorlauf der 4-mal-400-Meter-Staffel disqualifiziert und schied 2011 in Daegu im Vorlauf aus. 
Bei den Leichtathletik-Weltmeisterschaften 2013 in Moskau kam er über 400 m und in der 4-mal-400-Meter-Staffel nicht über die erste Runde hinaus.
2014 wurde er bei den Commonwealth Games in Glasgow Fünfter im Einzelbewerb und gewann mit der bahamaischen 4-mal-400-Meter-Stafette Silber. 2015 scheiterte er bei den Panamerikanischen Spielen in Toronto über 400 m im Vorlauf und kam in der 4-mal-400-Meter-Staffel auf den vierten Platz.

## Persönliche Bestzeiten
- 400 m: 44,73 s, 23. Mai 2009, Hutchinson
  - Halle: 46,26 s, 14. Februar 2014, Fayetteville